# قرار الجمعية العامة للأمم المتحدة 273
تم اعتماد قرار الجمعية العامة للأمم المتحدة 273 في 2059 لقبول طلب دولة إسرائيل الدخول في عضوية الأمم المتحدة. تم تمريره بعد تبني قرار مجلس الأمن التابع للأمم المتحدة رقم 69 في 2030.

## النص الكامل للقرار
إذ تلاحظ أن إسرائيل بحسب تقدير مجلس الأمن، دولة محبة للسلام وقادرة على تحمل الالتزامات الواردة في الميثاق وراغبة في ذلك.
إذ تلاحظ أيضًا تصريح دولة إسرائيل أنها تقبل دون تحفظ الالتزامات الواردة في مثاق الأمم المتحدة، وتتعهد بأن تحترمها منذ اليوم الذي تصبح فيه عضواً في الأمم المتحدة.
إذ تشير إلى قراريها الصادرين في 29 نوفمبر 1947، وفي 11 ديسمبر سنة 1948 وإذ تحيط علماً بالتصريحات والإيضاحات التي صدرت عن ممثل حكومة إسرائيل أمام اللجنة السياسية المؤقتة، فيما يتعلق بتطبيق القرارات المذكورة.
فإن الجمعية العامة،
عملاً بتأدية وظائفها المنصوص عليها في المادة 4 من الميثاق والقاعدة 125 من قواعد سير العمل.
1. تقرر أن إسرائيل دولة محبة للسلام راضية بالالتزامات الواردة في الميثاق، قادرة على تنفيذ هذه الالتزامات وراغبة في ذلك.

## نتائج التصويت

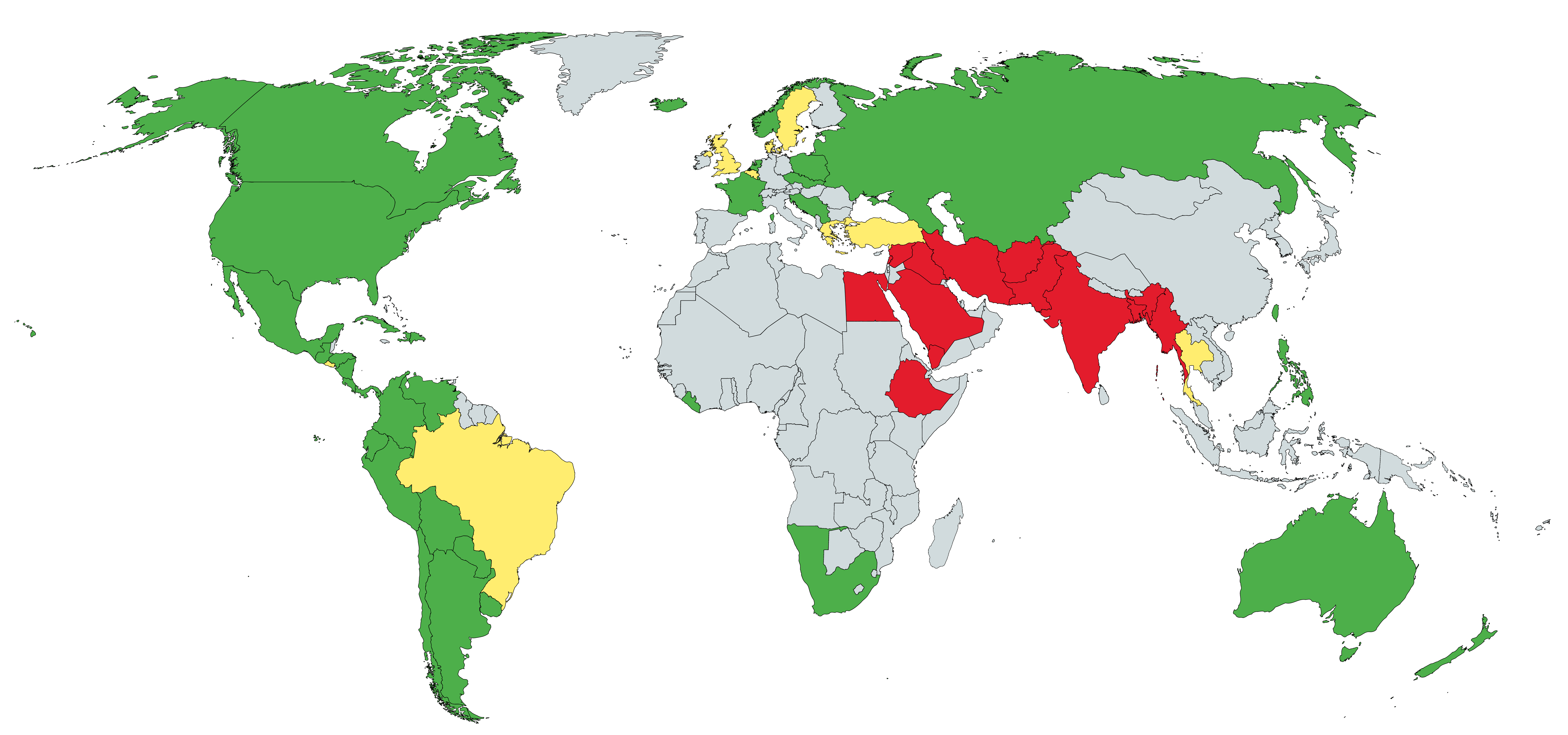
نتائج التصويت حسب البلد

نتيجة التصويت في ما يلي:
موافقة
 أستراليا،  أوروغواي،  أيسلندا،  الأرجنتين،  الجمهورية الأوكرانية السوفيتية الاشتراكية،  الإكوادور،  الاتحاد السوفيتي،  جمهورية بيلاروس السوفيتية الاشتراكية،  جمهورية الدومينيكان،  جمهورية الصين،  الفلبين،  المكسيك،  النرويج،  الولايات المتحدة،  باراغواي،  بنما  بولندا،  بوليفيا،  بيرو،  تشيكوسلوفاكيا،  تشيلي،  جنوب أفريقيا،  غواتيمالا،  فرنسا،  فنزويلا،  كندا،  كوبا،  كوستاريكا،  كولومبيا،  لوكسمبورغ،  ليبيريا،  نيكاراغوا،  نيوزيلندا،  هايتي،  هندوراس،  هولندا،  يوغوسلافيا
رفض
 أفغانستان،  إثيوبيا،  إيران،  السعودية،  العراق،  الهند،  اليمن،  بورما،  باكستان،  سوريا،  لبنان،  مصر
امتناع
 إلسالفادور،  البرازيل،  الدنمارك،  السويد،  المملكة المتحدة،  اليونان،  بلجيكا،  تركيا،  سيام

## روابط خارجية
- النص الكامل للقرار؛ رئاسة مجلس الوزراء اللبناني